# تمپل، ریوویک
تمپل (به هلندی: Tempel) یک منطقهٔ مسکونی در هلند است که در بوده‌خرافن-ریوویک واقع شده‌است. تمپل ۱۰۰ نفر جمعیت دارد.